# Tala (Urugwaj)
Tala – miasto w Urugwaju, w departamencie Canelones. Miasto w 2011 roku liczyło 5089 mieszkańców.

## Położenie
Miasto leży na szlaku drogi krajowej nr 7, w depatramencie Canelones, oddalone o około 65 km na północny wschód od miasta Montevideo.

## Strefa czasowa
Strefa czasowa, w której leży Tala to UTC-3.